# Piper cristinanum
Piper cristinanum är en pepparväxtart som beskrevs av Trel. & Standley. Piper cristinanum ingår i släktet Piper och familjen pepparväxter. Inga underarter finns listade i Catalogue of Life.